# 1240er
Portal Geschichte | Portal Biografien | Aktuelle Ereignisse | Jahreskalender | Tagesartikel

◄ |
12. Jh. |
13. Jahrhundert
| 14. Jh. | ►

◄ |
1210er |
1220er |
1230er |
1240er
| 1250er | 1260er | 1270er | ►

1240 |
1241 |
1242 |
1243 |
1244 |
1245 |
1246 |
1247 |
1248 |
1249

## Ereignisse
- 1241: Mongolen fallen in Europa ein.
- 1242: Alexander Newski (Newskij) besiegt auf dem zugefrorenen Peipussee den Deutschen Orden (Schlacht auf dem Peipussee) und verhindert die Katholisierung Russlands.
- 1244: Die Katharerfestung Montségur ergibt sich den Truppen des französischen Königs und der römisch-katholischen Kirche, 225 Überlebende werden auf dem Scheiterhaufen verbrannt.
- 1248: Sechster Kreuzzug unter Ludwig IX.